# Олон (Горња Гарона)
Олон (фр. Aulon) насеље је и општина у јужној Француској у региону Миди Пирене, у департману Горња Гарона која припада префектури Сен Годан.
По подацима из 2011. године у општини је живело 358 становника, а густина насељености је износила 24,03 становника/km². Општина се простире на површини од 14,9 km². Налази се на средњој надморској висини од 310 метара (максималној 483 m, а минималној 312 m).

## Демографија
| 1962. | 1968. | 1975. | 1982. | 1990. | 1999. | 2011. |
| ----- | ----- | ----- | ----- | ----- | ----- | ----- |
| 311   | 505   | 488   | 466   | 434   | 347   | 358   |

График промене броја становника у току последњих година